# Abbazia di San Tommaso
L'abbazia di San Tommaso era situata nel comune di Acquanegra sul Chiese (Mantova) e fu fondata dai benedettini presumibilmente nell'XI secolo. Risulta demolita nel XVIII secolo, ad eccezione della chiesa di San Tommaso Apostolo e del campanile romanico, che subì interventi nel Seicento.
Era il centro monastico più importante del territorio, assieme all'abbazia di Leno e all'abbazia di San Benedetto in Polirone.

## Storia
Di questo complesso monastico si sa pochissimo: gli elementi che lo componevano, la loro forma e la loro distribuzione, sono pressoché sconosciuti, eccetto l'edificio della chiesa. 
Secondo alcuni, all'VIII secolo risalirebbe lo stanziamento di un primo nucleo di benedettini, attivi nella bonifica di terre vicino al fiume Chiese. In questo periodo si collocherebbe l'edificazione di una primitiva chiesa, andata distrutta assieme a tutto il nucleo originario durante le devastazioni operate dagli Ungari nell'anno 899. Nei due secoli successivi si procedette alla ricostruzione della chiesa come un edificio romanico a tre navate, internamente ornato da affreschi e da un pavimento a mosaico. Ad ogni modo, per la più antica menzione storica dell'esistenza della chiesa occorre aspettare l'anno 1001.
Se le origini del monastero sono incerte, ancor meno si sa degli avvenimenti che lo interessarono dalla metà dell'XI secolo alla metà del XII secolo. 
L'esistenza del monastero è inoltre provata nel 1053 o 1055, perché in uno dei due anni esso riceve una donazione di beni dalla nobile contessa Adeleida, moglie del defunto conte Ugo II, ascendente dei cosiddetti Ugoni-Longhi, conti rurali bresciani. Nel 1064 l'antipapa Onorio II attende per tre mesi nell'abbazia l'esito del Concilio di Mantova che lo riguardava. Altre donazioni sono effettuate sotto l'abbaziato di Pietro, negli anni dal 1104 al 1111, mentre sotto l'abbaziato di Martino, il papa Innocenzo II concede la libertà di elezione dell'abate, che viene consacrato dal Santo Padre. In questo modo l'abbazia di San Tommaso diventa autonoma dal potere episcopale.
Tra le concessioni di beni, il monastero nell'anno 1107 fu favorito da un'amplissima donazione effettuata da Matilde, figlia di Rambaldo conte di Treviso e moglie di Ugo conte di Desenzano, di terre, castelli, corti e diritti, che ella possedeva in Marcaria, Mosio, Asola, Castel Goffredo e molti altri luoghi tra l'Alto Mantovano e la Bassa Bresciana orientale.
Gravemente danneggiata dal terremoto del 1117, l'abbazia venne nuovamente ricostruita. Gli interventi di riedificazione interessarono in modo particolare la chiesa, che venne dotata di volta a botte, transetto e campanile.

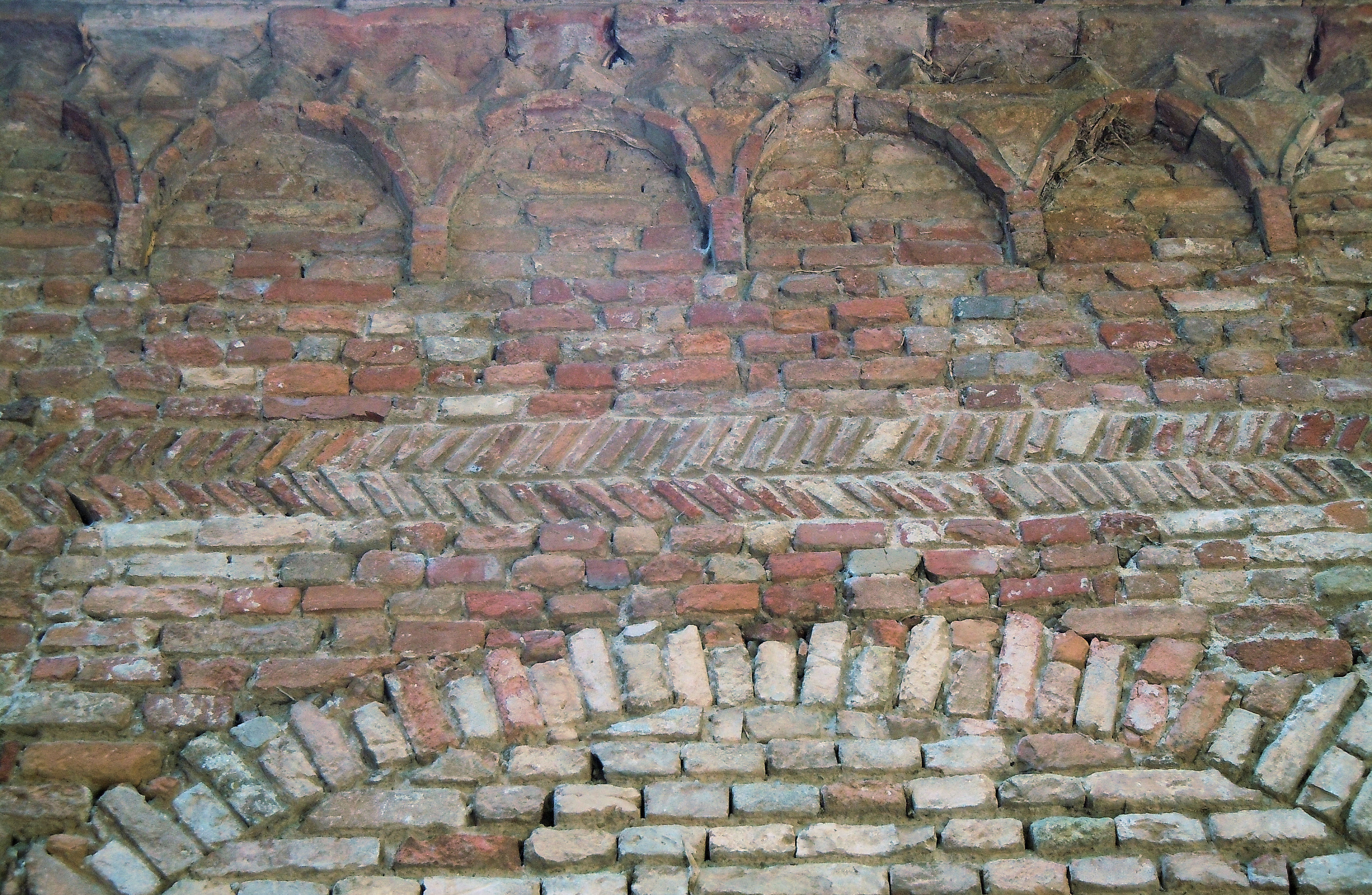
Particolare del muro perimetrale della chiesa di San Tommaso

Nel processo ai conti Ugonidi di Montichiari dell'anno 1228, si apprende che circa 400 Piò di terra col sito di Monterotondo, presso Montichiari, erano stati ceduti dai conti all'abate di Acquanegra ed ai Lavellongo, famiglia bresciana.
Nel corso del secolo XII l'abbazia ottenne privilegi sia papali sia imperiali. Dalla documentazione conservata e conosciuta si deduce che il monastero non apparteneva alle grandi famiglie di abbazie riformate, ma era isolato.
Tra i censi che venivano pagati da tutto il mondo cattolico alla Chiesa, registrati nel “Libro de' Censi composto da Cencio Camerario l'anno della Incarnazione del Signore 1192”, si trova registrato il censo che pagava annualmente il monastero di S. Tommaso: “Nel vescovato di Brescia…il Monastero di Acquanegra paga annualmente un marabutino”..

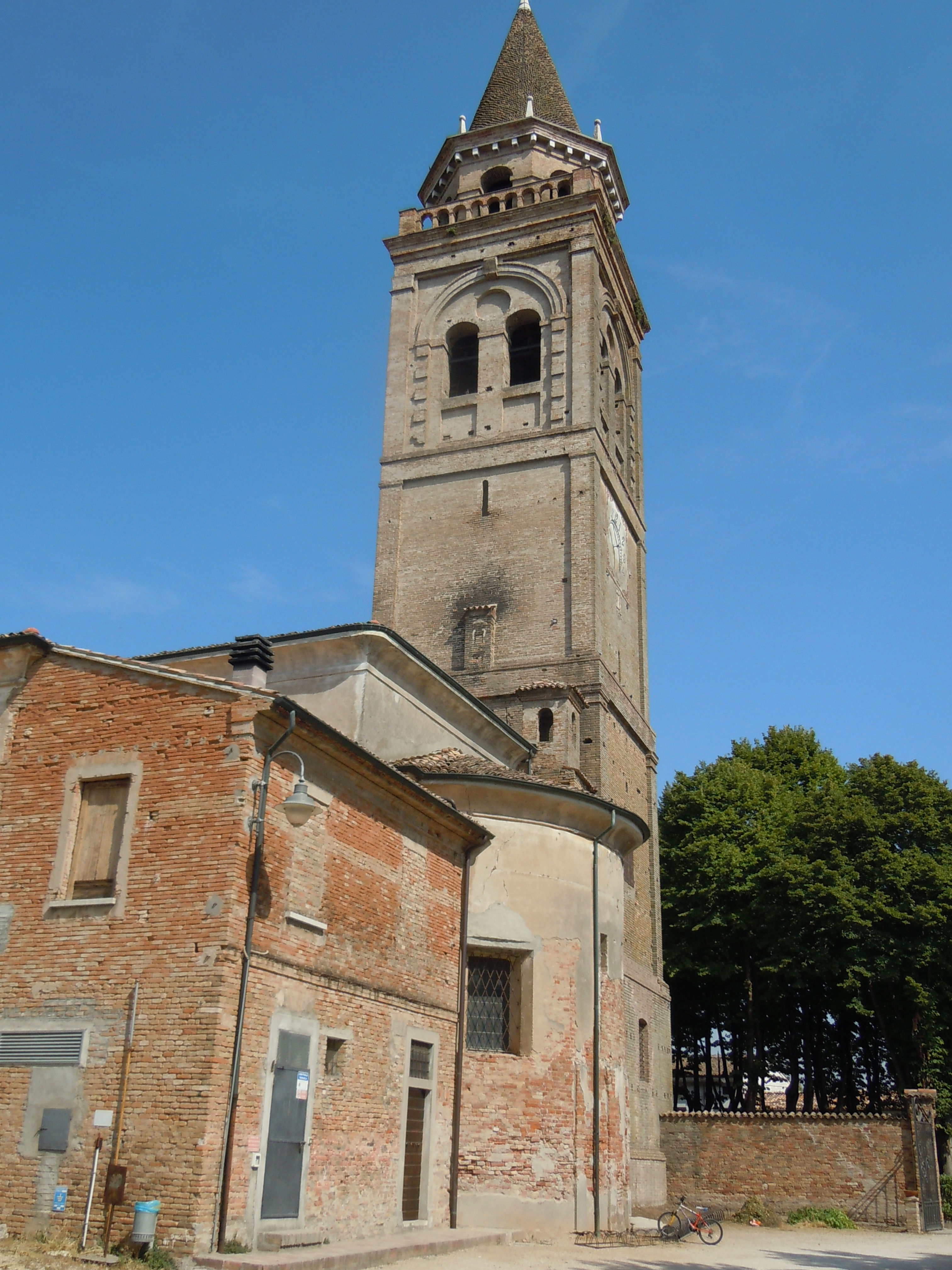
Campanile della chiesa di San Tommaso

Il Casnighi crede che i monaci non avessero ingerenza feudale sul paese di Acquanegra, se non per ragioni di diritti agrari, i quali però si estendevano a tal punto, che in un documento del 1328 il territorio di Acquanegra è detto appartenere al monastero di S. Tommaso. Da altri due documenti, del 1392 e del 1431, risulta pure che questi abati erano chiamati conti, come del resto anche quelli di Leno, almeno da un certo momento in poi.
I documenti del 1053/1055, 1104, 1107, se non dicono che esisteva la chiesa, dicono però che esistevano il pastore e il monastero di San Tommaso di Acquanegra, e questi non potevano stare senza una chiesa.
Un altro atto del 1111 fu invece stipulato proprio in quella che è esplicitamente chiamata “chiesa di S. Tommaso presso il monastero di Acquanegra”. I documenti dal 1104 al 1111 fanno dunque supporre una chiesa di più antica realizzazione della data dei documenti stessi, anche perché nel secondo si dice che il monastero di Acquanegra spandeva largamente intorno a sé l'odore della santità, e godeva a quei tempi di una certa preponderanza ed autorità, in quel luogo, a Mosio e al di là di Mosio. Ciò non poteva essere, se il monastero, e quindi la chiesa, non avessero già percorso un periodo di tempo abbastanza lungo dalla loro fondazione.
In base a tutto ciò, la chiesa di San Tommaso, annessa al monastero, che esiste ancora oggi come parrocchiale di Acquanegra sul Chiese, sebbene non con la stessa ampiezza e in forma diversa dalla primordiale, deve essere sorta nel secolo XI: lo indicano tuttora, oltre ai documenti citati, tratti di cornice di mattoni a dentello appartenenti senza dubbio alla fabbrica primitiva.
Anche le figure, le mezze figure e le teste che si vedono sui muri interni al di sopra della volta costruita nel Rinascimento, per lungo tempo di difficile interpretazione, sono state giudicate pitture del XI-XII secolo.